# Herbert Kalmus

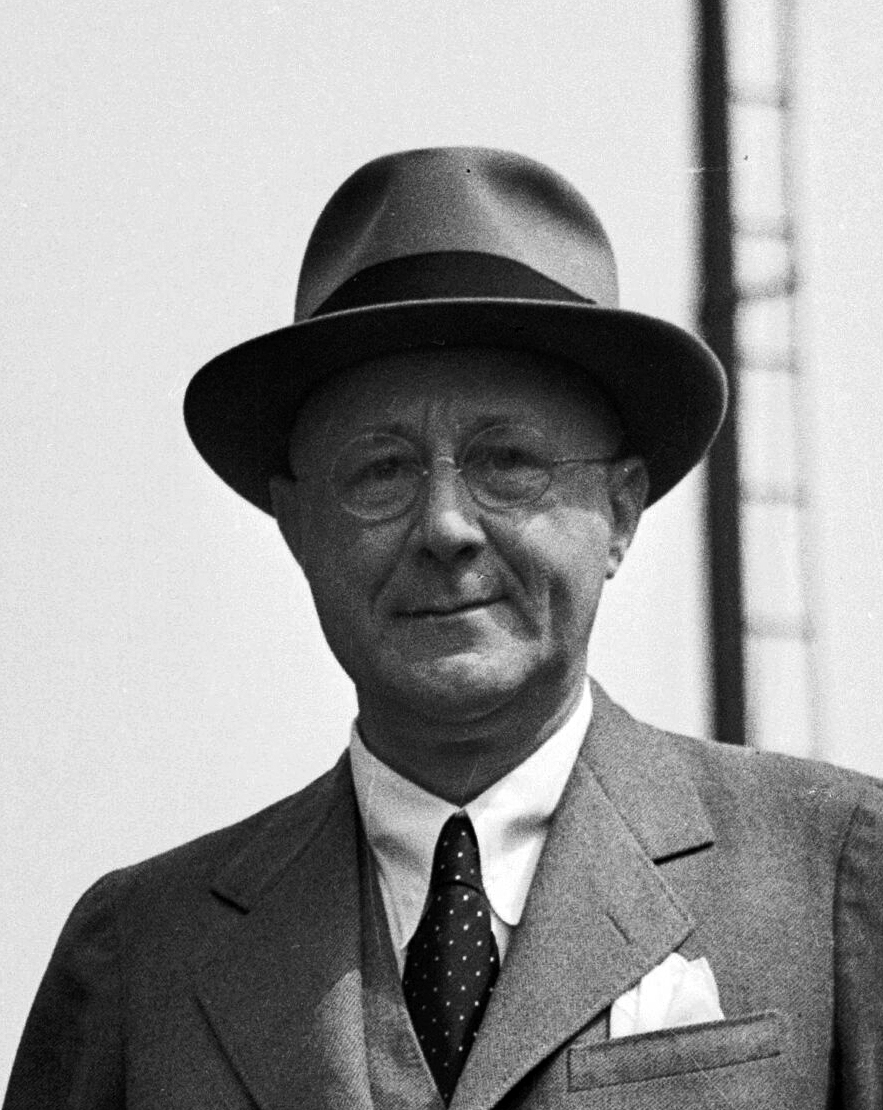
Herbert Kalmus (1936)

Herbert Thomas Kalmus (* 9. November 1881 in Chelsea, Massachusetts; † 11. Juli 1963 in Los Angeles, Kalifornien) war ein US-amerikanischer Wissenschaftler und Geschäftsmann, der eine Schlüsselrolle bei der Entwicklung des Technicolor-Verfahrens hatte.

## Leben und Karriere
Herbert Kalmus machte seinen Bachelorabschluss 1904 am Massachusetts Institute of Technology und erwarb anschließend an der Universität Zürich seinen Doktortitel. Später war er als Dozent für Physik, Elektrochemie und Metallurgie an der Queen’s University im kanadischen Kingston, Ontario, angestellt. Gemeinsam mit seinem Studienkollegen Daniel Frost Comstock und dem Mechaniker W. Burton Wescott gründete er 1912 die Firma Kalmus, Comstock, and Wescott, die in der Anfangszeit ein technisch-wissenschaftliches Industrieberatungsbüro war. Ab 1915 spezialisierte sich das Unternehmen, das nun den Namen Technicolor trug, auf Färbungsprozesse für Filme. Herbert Kalmus fungierte anschließend bis 1960 als Präsident der Firma, die im Laufe der Jahrzehnte mehrere Technicolor-Verfahren entwickelte. Das vierte Verfahren wurde bei Disneys Schneewittchen und die sieben Zwerge eingesetzt und verhalf dadurch dem Farbfilm ab Ende der 1930er-Jahre zum Durchbruch.
Kalmus war ab 1902 mit Natalie Kalmus verheiratet, die bei der Arbeit ihres Mannes mithalf und in späteren Jahren an Filmsets als Beraterin für den richtigen Einsatz des Technicolors verantwortlich war. Die beiden ließen sich 1922 scheiden, lebten aber bis 1944 gemeinsam in einem Haus. 1949 heiratete er Eleanore King, die aus früherer Ehe die Tochter Cammie King – bekannt für ihre Rolle als Bonnie Blue Butler im Technicolor-Film Vom Winde verweht (1939) – mitbrachte. Herbert Kalmus’ Autobiografie The Autobiography of Herbert Kalmus, Mr. Technicolor wurde posthum 1993 veröffentlicht.
Für seine Verdienste um den Film erhielt er einen Stern auf dem Hollywood Walk of Fame sowie 1955 einen Golden Globe Award. Die Society of Motion Picture and Television Engineers (SMPTE) benannte nach ihm den Herbert T. Kalmus Medal Award.